# Catherine Chalier
Catherine Chalier (2 de octubre de 1947) es una filósofa y traductora francesa, autora de varias obras sobre los vínculos entre el pensamiento hébreo y la filosofía. Es especialista en la obra de Emmanuel Levinas, editora junto a Rodolphe Calin de dos volúmenes de la edición crítica a la IMEC, y también de Franz Rosenzweig y Baruch Spinoza.

## Biografía
Es profesora émérita de filosofía en la universidad Paris Oeste Nanterre La Defensa.
Fue alumna de Élisabeth de Fontenay. y desarrollo su tesis doctorat en 1981 bajo la dirección de Francis Kaplan, que versaba sobre filosofía religiosa : Ensayo sobre la existencia religiosa : judaïsmo y alteridad
Catherine Chalier, católica, se ha convertido al judaïsmo